# ハイメ・カストリジョン
ハイメ・カストリジョン（Jaime Castrillón, 1983年4月5日 - ）は、コロンビア出身のサッカー選手。ポジションはミッドフィールダー。

## 経歴
フットボル・プロフェシオナル・コロンビアーノ所属のインデペンディエンテ・メデジンにて200試合以上に出場。2009シーズンには中国サッカー・スーパーリーグ2部（中国甲級）に所属する南昌八一衡源にレンタル移籍。契約期限が終了するとコロンビアの強豪オンセ・カルダスに移籍した。

## 所属クラブ
- インデペンディエンテ・メデジン 2002-2011

→ 南昌八一衡源足球倶楽部 2009 (loan)
→ オンセ・カルダス 2010 (loan)
- コロラド・ラピッズ 2012-2014
- ジャクソンビル・アルマダFC（英語版） 2015
- アトレティコ・ブカラマンガ 2016-

## タイトル
インデペンディエンテ・メデジン
- カテゴリア・プリメーラA : 2002F, 2004A

## 出場大会
- コロンビア代表
  - 2003年 - FIFAワールドユース選手権 (3位)
  - 2004年 - コパ・アメリカ (4位)
  - 2005年 - CONCACAFゴールドカップ (ベスト4)
  - 2007年 - コパ・アメリカ